# Croix de Cessange

La Croix de Cessange es troba al sud-oest de la capital luxemburguesa, a la intersecció de l'A6 i l'A4.

La Croix de Cessange és un intercanvi viari d'autopistes a Ciutat de Luxemburg, al sud de Luxemburg. És la intersecció de dues de les autopistes luxemburgueses: l'A6, a la carretera de circumval·lació entorn del sud-est de Ciutat de Luxemburg i l'A4, que connecta la ciutat amb Esch-sur-Alzette. Es troba al sud-oest de la ciutat, al barri de Cessange, motiu del qual li ve el nom.

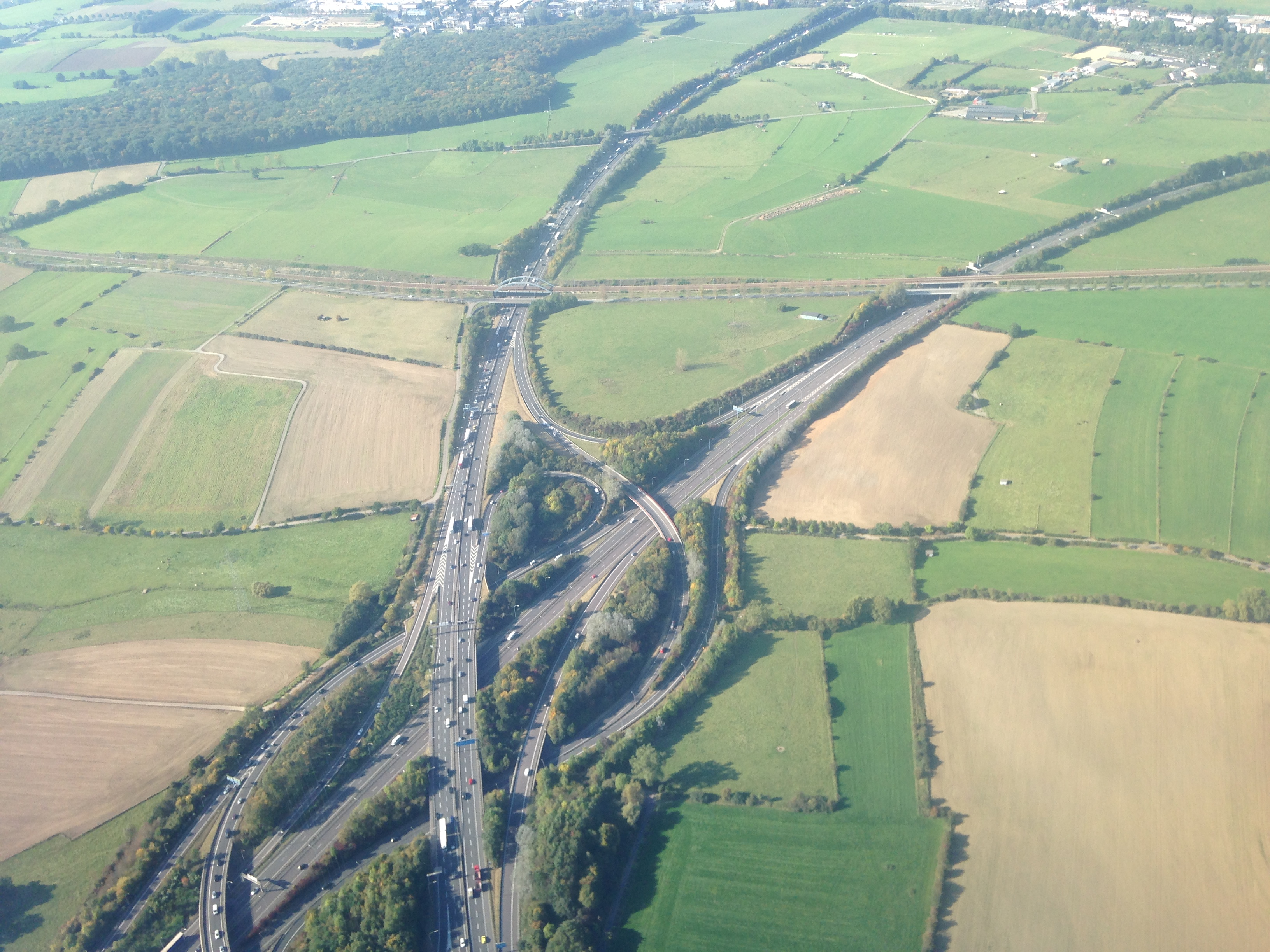